# فرد فورسبرغ
فرد فورسبرغ (بالإنجليزية: Fred Forsberg)‏ هو لاعب كرة قدم أمريكية أمريكي، ولد في 4 يوليو 1944 في تاكوما في الولايات المتحدة.

## وصلات خارجية
- فرد فورسبرغ على موقع مرجع كرة القدم المحترفة.كوم (الإنجليزية)